# Unterpräfektur Sōya

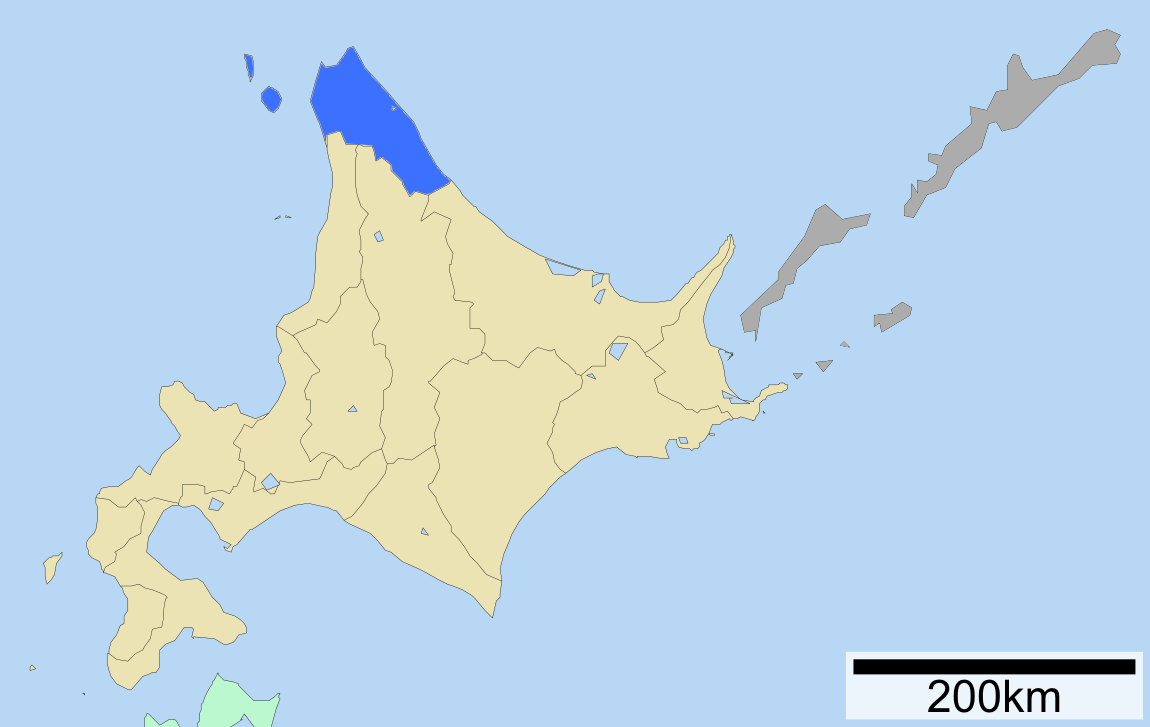
Lage der Unterpräfektur Sōya

Sōya (jap. 宗谷総合振興局, Sōya-sōgō-shikō-kyoku) ist eine Unterpräfektur der Präfektur Hokkaidō. Sie hat eine Fläche von 4.050,84 km² und eine Einwohnerzahl von 75.665 (Stand: 2005). Sōya ist die nördlichste Unterpräfektur Japans.

## Geschichte
Die Unterpräfektur Sōya (宗谷支庁, Sōya-shichō) wurde 1897 eingerichtet.
Am 20. Oktober 1948 wurde das Dorf Toyotomi im Landkreis Teshio aus der Unterpräfektur Rumoi der Unterpräfektur Sōya zugeschlagen.
Bei der Neugliederung von Hokkaidō zum 1. April 2010 erfolgte die Umbenennung in Sōya-sōgō-shikō-kyoku. Dabei wurde ihr die Gemeinde Horonobe aus der Unterpräfektur Rumoi zugeschlagen.

## Verwaltungsgliederung

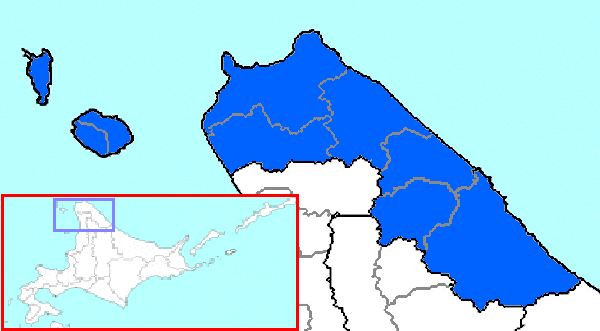
Gemeinden der Unterpräfektur Sōya (ohne Horonobe)

### Großstädte (市,shi)
- Sitz der Unterpräfekturverwaltung: Wakkanai

### Landkreise (郡,gun)
Liste der Landkreise der Unterpräfektur Sōya, sowie deren Städte (町, chō) und Dörfer (村, mura).
- Sōya
  - Sarufutsu
- Esashi
  - Hamatombetsu
  - Nakatombetsu
  - Esashi
- Teshio
  - Horonobe
  - Toyotomi
- Rebun
  - Rebun
- Rishiri
  - Rishiri
  - Rishirifuji

### Neugliederungen
- Am 20. März 2006 schlossen sich die Städte Utanobori und Esashi im Landkreis Esashi zur neuen Stadt Esashi zusammen.

## Verkehr
In Wakkanai befindet sich der Flughafen Wakkanai und in Rishirifuji der Flughafen Rishiri.